# Schisch Kebab

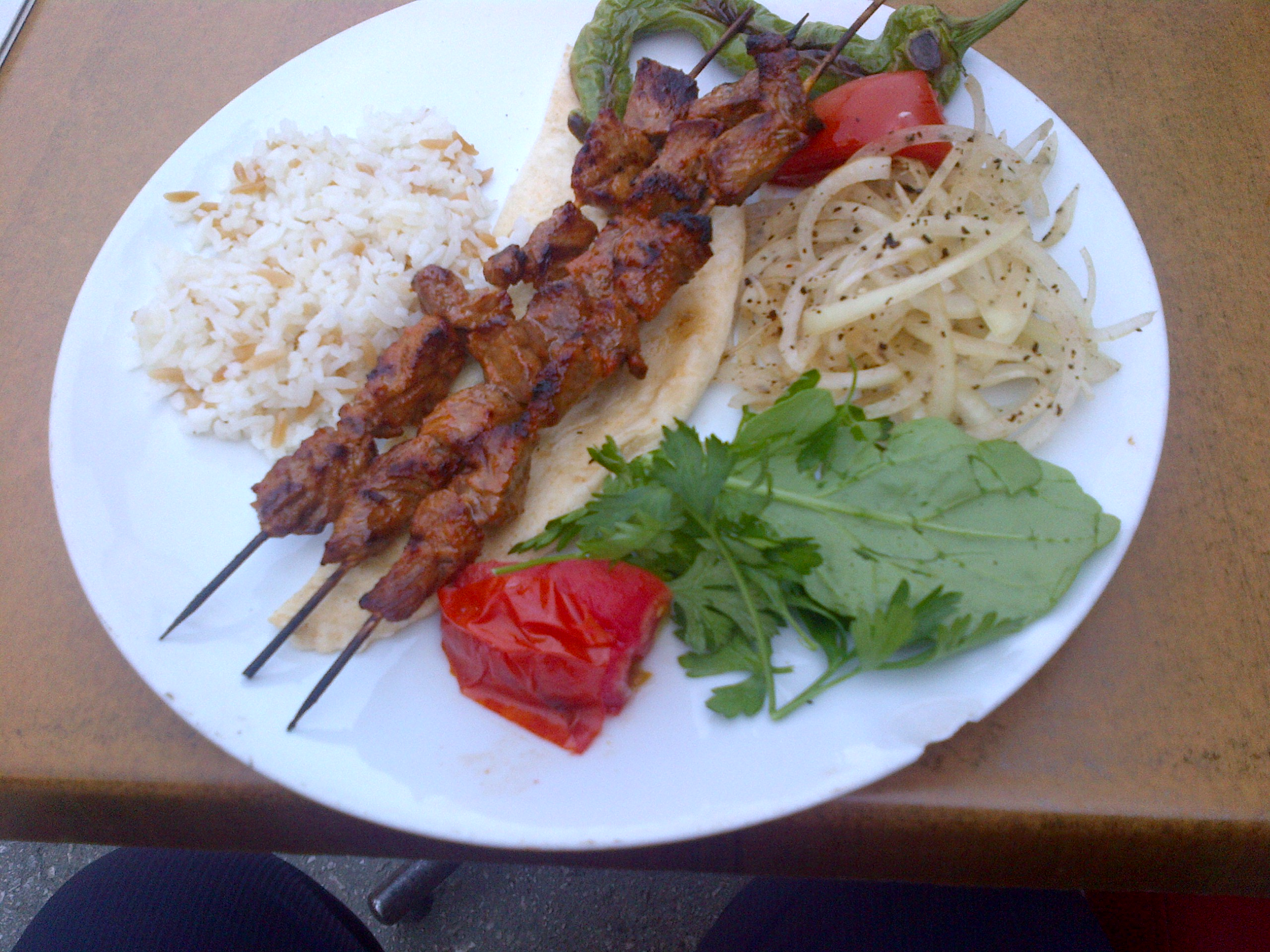
Schisch Kebab auf Teller mit Beilagen

Schisch Kebab (türkisch şiş kebap für „Spieß mit Grillfleisch“, masanderanisch/persisch شیش کباب schisch kabāb) ist ein traditioneller Grillspieß aus der türkischen Küche aus mariniertem Lammfleisch, Tomaten und Paprika.

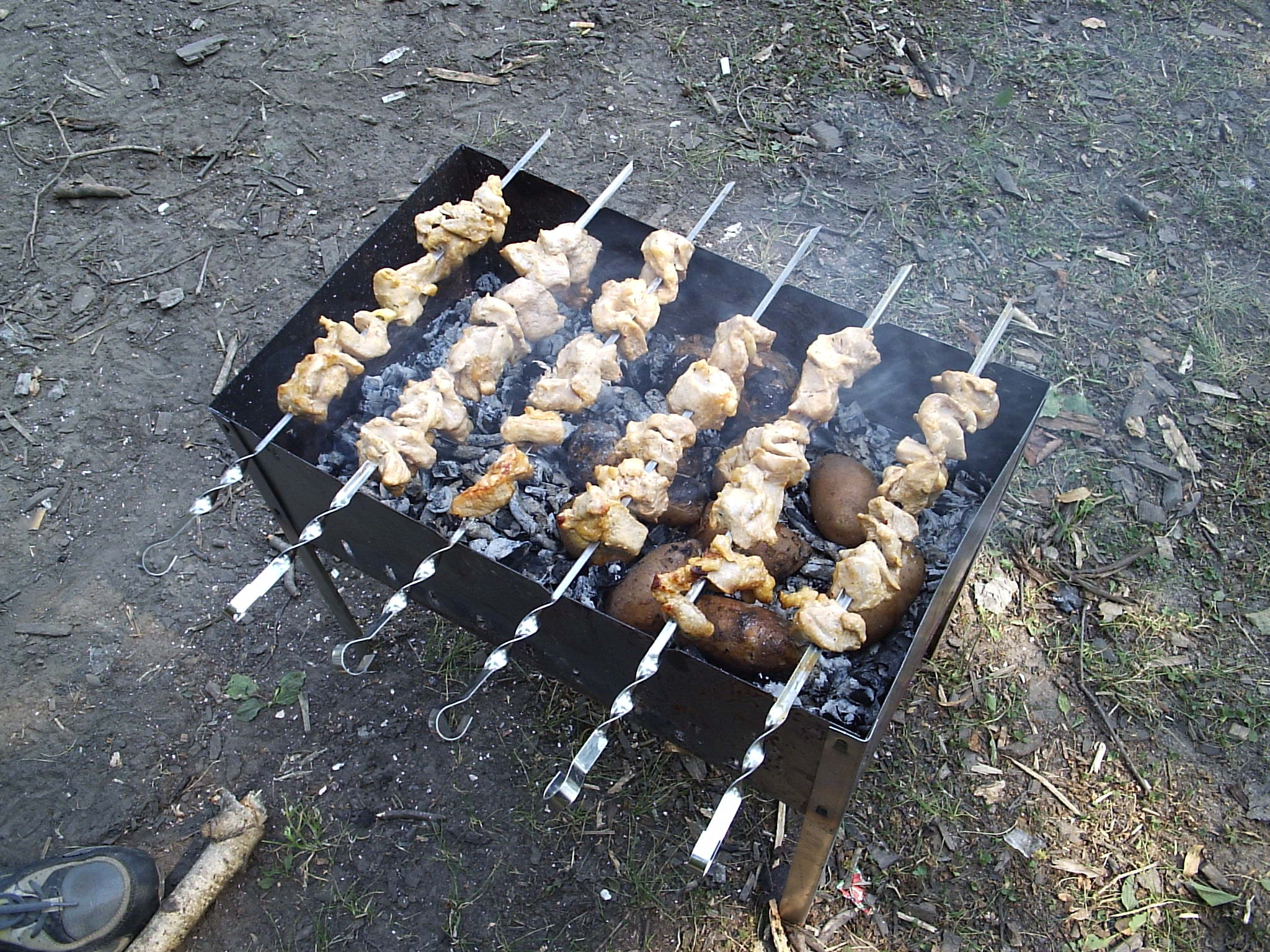
Zubereitung von Schisch Kebab

Zur Zubereitung wird zuerst fettfreies Fleisch aus der Keule oder Schulter vom (männlichen) Lamm gewürfelt und in einer Marinade aus Olivenöl, Milch, geriebenen Zwiebeln oder Zwiebelsaft, Salz und Pfeffer sowie je nach Rezept noch Knoblauch, Kreuzkümmel, Zimt, Cayennepfeffer, Thymian und Minze für mehrere Stunden eingelegt. Anschließend werden die Fleischstücke abwechselnd mit Tomaten- und Paprikastücken auf Spieße gesteckt und über Holzkohle gegrillt. Das Gemüse kann auch entfallen oder separat gegrillt werden.
Serviert wird Schisch Kebab mit Beilagen wie Reis oder Bulgur, Cacık, Salat, frischen Kräutern und Pide (Fladenbrot).
Varianten des Schisch Kebab werden auch aus anderen Fleischarten und Geflügel oder Fisch und mit anderen Gemüsen wie Auberginen zubereitet und sind in der gesamten orientalischen Küche und der des Balkan verbreitet. In Griechenland ist ein ähnliches Gericht als Souvlaki bekannt, in Serbien und Kroatien als Ražnjići, in Georgien als Kababi und in Russland als Schaschlik.